# Bremen (Georgia)
Bremen város az USA Georgia államában. Lakosainak száma 7185 fő (2020. április 1.).

## Népesség
A település népességének változása:

| 2010 | 6 227 |
| 2020 | 7 185 |